# Movimiento negro en Brasil

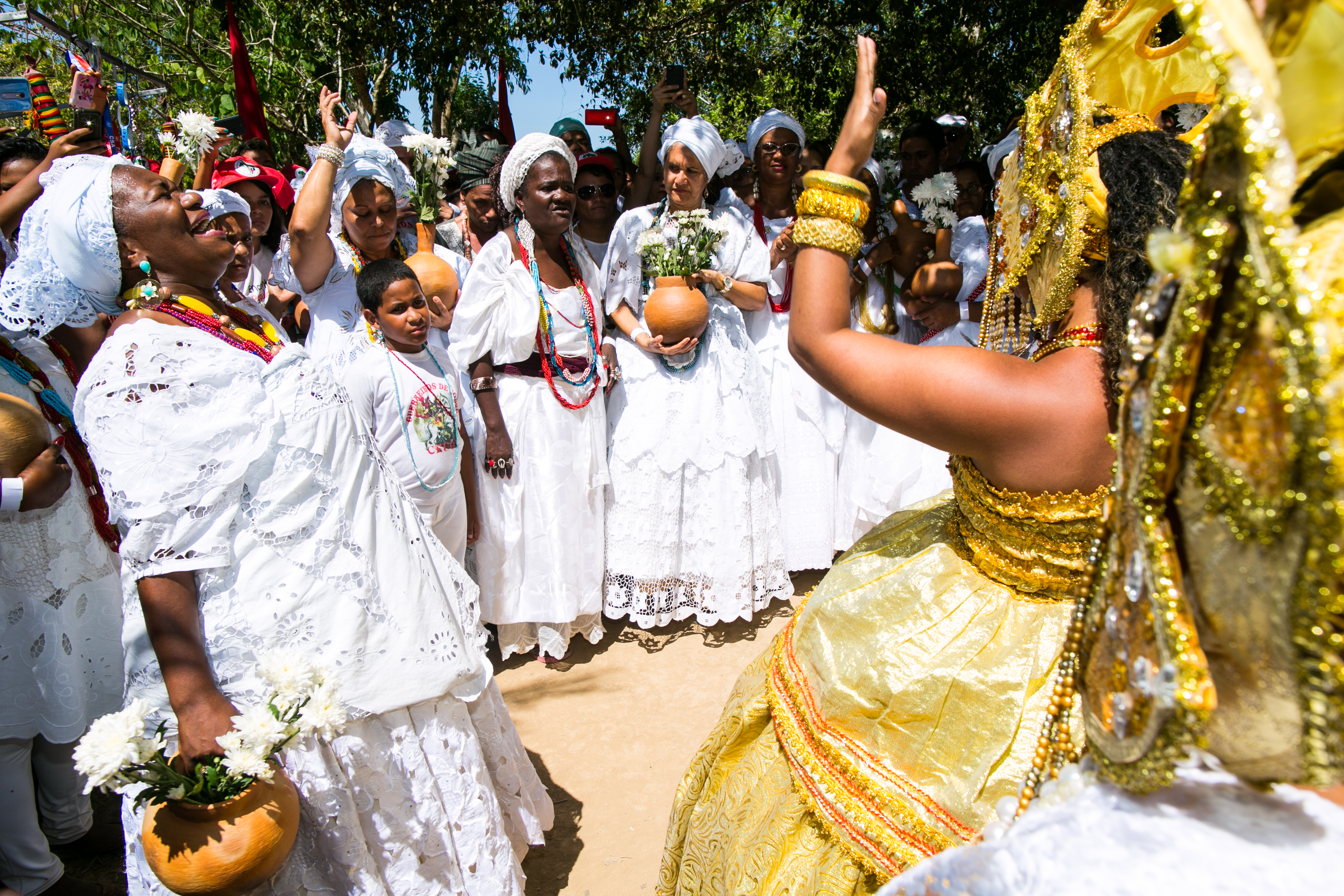
Celebración religiosa del Día de la Conciencia Negra en Serra da Barriga, donde estaba ubicado el Quilombo dos Palmares.

El Movimiento Negro incluye un conjunto de movimientos sociales, políticos y culturales que luchan contra el racismo y por los derechos de los negros brasileños. Los brasileños negros constituyen la mayoría en Brasil. Más de la mitad de los 215 millones de habitantes de Brasil son negros: el 56% o alrededor de 120 millones de personas. Por lo tanto, Brasil tiene la segunda población más grande del mundo de la diáspora africana después de Nigeria. Desde 2011, el Día de la Conciencia Negra se celebra el 20 de noviembre en memoria del líder quilombo y esclavo rebelde Zumbi dos Palmares, fallecido en la misma fecha.

## Origen
Los movimientos sociales que involucran a grupos negros se encuentran a lo largo de la historia del Brasil. Sin embargo, hasta la abolición de la esclavitud en 1888, estos movimientos sociales fueron casi siempre clandestinos y de carácter radical ya que su principal objetivo era la liberación de los esclavos negros. Dado que los esclavos eran tratados como propiedad privada, las fugas y las insurrecciones amenazaban el orden social además de causar daños económicos. Estas insurrecciones se convirtieron en objeto de violenta represión no sólo por parte de la clase dominante , sino también por el Estado y sus agentes.

## Historia
Con São Paulo y Río de Janeiro como principales centros de movilización, los movimientos sociales afrobrasileños comenzaron a forjar nuevos caminos a partir de la década de 1910 en un intento de luchar por la ciudadanía recién adquirida y transformarse en organización nacional. La primera gran manifestación es el surgimiento de la prensa negra paulista (São Paulo), cuyo primer periódico, el Menelick, comienza a circular en 1915. Le sigue A Rua en 1916, O Alfinete 'en 1918, A Liberdade en 1919, A Sentinela en 1920, O Getulino y O Clarim d'Alvorada en 1924. Esta oleada de publicaciones dura hasta 1963, cuando se cierra O Correio d'Ébano. Todos estos periódicos se caracterizaron por no cubrir los principales acontecimientos nacionales (lo que evitaban cuidadosamente).
Debido a este crisol de culturas ideológicas promovido por la prensa negra paulistana, en la década de 1930 se desarrolla uno de los movimientos afrobrasileños nacionales más interesantes, el Frente Negra Brasileira (FNB - Frente Negro Brasileño). Constituido el 16 de septiembre de 1931 debido a una fuerte organización centralizada en forma de "Gran Consejo" de 20 miembros y presidido por un jefe o jefe (esto provocó que fuera acusado de ser un movimiento fascista). Con miles de miembros y simpatizantes, la FNB tuvo un papel destacado en la lucha contra la discriminación racial., por ejemplo, haber sido responsable de la inclusión de negros en la Fuerza Pública de São Paulo. Después de lograr el éxito, la FNB decidió establecerse como partido político y, al hacerlo, le permitió participar en el Tribunal Electoral en 1936.
Sin embargo, la vida del FNB como partido político fue corta. En 1937 con un decreto del Estado Novo de Getúlio Vargas , todos los partidos políticos, incluido el FNB, fueron declarados ilegales y disueltos. Desde ese momento hasta la redemocratización en 1945, los movimientos sociales negros tuvieron que retroceder a sus formas tradicionales de resistencia cultural. La única excepción posible durante este período (pero catalogada como resistencia cultural) está relacionada con las acciones de Abdias do Nascimento, quien en 1944 fundó el Teatro Experimental do Negro (TEN - Teatro Experimental Negro). Nascimento fue responsable de una expresiva producción teatral que buscaba impulsar "la conciencia de los brasileños negros" y combatir la discriminación racial.
El Movimento Negro Unificado Contra a Discriminação Racial (MNU) fue fundado en 1978. Surgió como parte de una protesta pública el 7 de julio de 1978 contra la tortura de Robson Silveira da Luz en la sede de la policía de Guaianases en São Paulo; la discriminación de cuatro atletas afrobrasileños en el Club de Regatas Tietê, y el asesinato policial del trabajador Nilton Lourenço. La fecha, el 7 de julio, sería conocida más tarde como Día Nacional de Lucha contra el Racismo. El MNU creó Centros de Luta para promover el activismo social a nivel local. El MNU condujo a la creación del primer organismo público dedicado al apoyo de los movimientos sociales afrobrasileños en 1984, conocido como Consejo de Participación y Desarrollo de la Comunidad Negra. André Franco Montoro, gobernador de São Paulo, defendió el movimiento, que finalmente criminalizó el racismo en la Constitución brasileña de 1988. La definición de racismo como delito fue establecida por la Ley Caó de 1989, redactada por Carlos Alberto de Oliveira.
En 1989 se estrenó el documental Ori, narrado por Beatriz Nascimento y dirigido por Raquel Gerber que exploraba la relación entre el país y África y trazaba la trayectoria del Movimiento Negro en el país.